# コーディ・サターホワイト
- コーディ・サッターホワイト
- コディ・サターホワイト
- コディ・サッターホワイト

コーディ・アレン・サターホワイト（Cody Allen Satterwhite、1987年1月27日 - ）は、アメリカ合衆国・ミシシッピ州ジャクソン出身のプロ野球選手（投手）。右投右打。フリーエージェント(FA)。

## 経歴

### プロ入り前
2005年のMLBドラフト37巡目（全体1114位）でクリーブランド・インディアンスから指名されたが、契約をせずにミシシッピ大学に進学した。2007年7月にはブラジルのリオデジャネイロで行われた第15回パンアメリカン競技大会における野球競技のアメリカ合衆国代表に選ばれ、銀メダルを獲得した。 

### プロ入りとタイガース傘下時代
2008年のMLBドラフト2巡目（全体67位）でデトロイト・タイガースから指名され、プロ入りした。契約後、A+級レイクランド・フライングタイガースでプロデビューを果たすが、不振によりルーキー級に降格。降格後は3試合に登板し、0勝0敗1セーブ、防御率0.00だったが、WHIP2.14と内容は悪かった。再昇格すると、A+級では計17試合に登板し、0勝0敗2セーブ、防御率4.42だった。
2009年はAA級エリー・シーウルブズでクローザーとして34試合に登板し、4勝6敗12セーブ、防御率は3.47。与四球率4.93、12暴投とかなりの制球難だった。
2010年はシーズンを全休した。
2011年はルーキー級で8試合に登板し、0勝0敗1セーブ、防御率は3.60。
2012年は再びシーズンを全休すると、タイガースを解雇になった。

### 独立リーグ時代
2013年は独立リーグアメリカン・アソシエーション（中地区）のスーシティ・エクスプローラーズに所属し、19試合に登板。2勝1敗1セーブ、防御率は0.65だった。

### メッツ傘下時代
2013年7月9日にニューヨーク・メッツとマイナー契約をした。
A+級セントルーシー・メッツに配属されると、主にロングリリーフとして16試合に登板、2勝2敗　防御率は2.78だったが、与四球率5.16と変わらず制球難に悩まされた。

オフには、アリゾナ秋季リーグに参加した。
2014年はAA級ビンガムトン・メッツで開幕を迎えると、クローザーとして48試合に登板し、3勝2敗15セーブ、防御率は2.33という好成績を残した。
2015年AAA級ラスベガス・フィフティワンズで開幕を迎えたが、不振で中継ぎに降格された。57試合に登板し、2勝0敗2セーブ、防御率は4.38。

### メッツ退団後
2015年オフの11月に開催された第1回WBSCプレミア12のアメリカ合衆国代表に選出された。同大会ではグループリーグで2試合と決勝1試合の計3試合に登板し、桃園で開催された日本戦にも登板している。その際には、福岡ソフトバンクホークスの松田宣浩に本塁打を打たれた。
大会後には、ベネズエラン・ウインターリーグに参加した。

### エンゼルス傘下時代
2016年は、ロサンゼルス・エンゼルスと契約し、AAA級ソルトレイク・ビーズでプレーした。中継ぎとして18試合に登板、3勝1敗　防御率1.80という好成績を残した。

### 阪神時代
2016年6月13日にNPBの阪神タイガースと1年契約で合意した。背番号は75で、登録名はサターホワイト。阪神ではこのシーズン当初に、クローザー候補として、右腕投手のマルコス・マテオとラファエル・ドリスを相次いで獲得。2人ともシーズン序盤で故障に見舞われるなど、一軍の救援陣が安定しなかったことから、中継ぎ要員としてサターホワイトの獲得に踏み切った。
7月31日に右肘を痛めたドリスに代わって、入団後初の出場選手登録。同日の対中日ドラゴンズ戦（阪神甲子園球場）9回表に、3番手投手として一軍デビューを果たした。一軍公式戦全体では、20試合の登板で、1勝1敗6ホールド、防御率2.57をマーク。しかし、マテオの残留が決定し、さらにリリーフ要員としてロマン・メンデスを獲得することが決定していたことから、シーズン終了後の11月15日には、翌2017年の契約を結ばないことが球団から発表された。11月24日、自由契約公示された。

### ナショナルズ傘下時代
2017年1月9日、ボルチモア・オリオールズとマイナー契約を結んだが、スプリングトレーニング後の4月1日にFAになった。4月20日にワシントン・ナショナルズとマイナー契約を結んだ。
2018年5月31日にFAとなる。

### レッドデビルズ時代
2018年7月2日にメキシカンリーグのメキシコシティ・レッドデビルズと契約を結んだ。7月23日にFAとなった。

## 投球スタイル
身長193cmから角度ある最速154km/hの速球が武器の右腕。変化球はスライダーとスプリットを持っている。

## 詳細情報

### 年度別投手成績
| 年 度    | 球 団    | 登 板 | 先 発 | 完 投 | 完 封 | 無 四 球 | 勝 利 | 敗 戦 | セ 丨 ブ | ホ 丨 ル ド | 勝 率 | 打 者 | 投 球 回 | 被 安 打 | 被 本 塁 打 | 与 四 球 | 敬 遠 | 与 死 球 | 奪 三 振 | 暴 投 | ボ 丨 ク | 失 点 | 自 責 点 | 防 御 率 | W H I P |
| -------- | -------- | ----- | ----- | ----- | ----- | -------- | ----- | ----- | -------- | ----------- | ----- | ----- | -------- | -------- | ----------- | -------- | ----- | -------- | -------- | ----- | -------- | ----- | -------- | -------- | ------- |
| 2016     | 阪神     | 20    | 0     | 0     | 0     | 0        | 1     | 1     | 0        | 6           | .500  | 88    | 21.0     | 19       | 0           | 8        | 0     | 0        | 18       | 0     | 0        | 8     | 6        | 2.57     | 1.29    |
| NPB：1年 | NPB：1年 | 20    | 0     | 0     | 0     | 0        | 1     | 1     | 0        | 6           | .500  | 88    | 21.0     | 19       | 0           | 8        | 0     | 0        | 18       | 0     | 0        | 8     | 6        | 2.57     | 1.29    |

- 2018年度シーズン終了時

### 年度別守備成績
| 年 度 | 球 団 | 投手（P） | 投手（P） | 投手（P） | 投手（P） | 投手（P） | 投手（P） |
| 年 度 | 球 団 | 試 合     | 刺 殺     | 補 殺     | 失 策     | 併 殺     | 守 備 率  |
| ----- | ----- | --------- | --------- | --------- | --------- | --------- | --------- |
| 2016  | 阪神  | 20        | 1         | 2         | 0         | 0         | 1.000     |
| 通算  | 通算  | 20        | 1         | 2         | 0         | 0         | 1.000     |

- 2018年度シーズン終了時

### 記録
NPB
- 初登板：2016年7月31日、対中日ドラゴンズ18回戦（阪神甲子園球場）、9回表に3番手で救援登板、1回無失点[7]
- 初奪三振：同上、9回表に福田永将から空振り三振
- 初勝利：2016年9月27日、対東京ヤクルトスワローズ25回戦（阪神甲子園球場）、8回表無死に4番手で救援登板、1回無失点

### 背番号
- 55（2015年WBSC）
- 75 （2016年）

### 登場曲
- 「Adventure Of A Lifetime」Coldplay（2016年）

### 代表歴
- 2007年パンアメリカン競技大会野球アメリカ合衆国代表
- 2015 WBSCプレミア12 アメリカ合衆国代表